# Letiště Bombora
Letiště Bombora (IATA: –, ICAO: UG0U) je letiště v Abcházii, jedné ze dvou separatistických republik usilujících o odtržení od Gruzie. Letiště se nachází 40 km od Suchumi poblíž Gudauty. Na letišti Bombora sídlila za dob SSSR 345. letecká jednotka, později přejmenovaná na 10. výsadkový pluk mírových sil. Základna byla významnou kapitolou v Gruzínsko-abchazském konfliktu. Gruzínská strana a mnoho nezávislých západních pozorovatelů považovalo základnu v Gudautě za hlavní leteckou oporu abchazských rebelů během války v letech 1992–1993. V září 1995 musela Gruzie schválit ruskou smlouvu o pronájmu tří základen v zemi, včetně Gudauty. Od roku 2014 je letiště Bombora součástí 7. ruské vojenské základny.